# 괴산도서관
괴산교육도서관(槐山敎育圖書館)은 대한민국 충청북도 괴산군 소재의 도서관이다.

## 연혁
- 1969.12.30. 괴산군립도서관 착공
- 1971.11.20. 괴산군립도서관 개관
- 1986.05.15. 현 위치로 이전
- 1991.03.25. 괴산도서관으로 명칭 변경
- 1996.05.03. 증축개관
- 2000.11.16. 충청북도 괴산 평생학습관 지정 (2000.12.01. ~ 2007.12.31.)
- 2003.12.01. 디지털자료실 개실
- 2008.02.04. 충청북도 괴산 평생학습관 지정 (2008.01.01. ~ 2010.12.31.)
- 2011.01.01. 충청북도 괴산 평생학습관 지정 (2011.01.01. ~ 2013.12.31.)
- 2019.03.01. 괴산교육도서관으로 명칭 변경

## 이용 안내
이용 시간
- 열람실: 08:00 ~ 22:00(3~10월) / 08:00 ~ 21:00(11~2월)
- 자료실: 09:00 ~ 18:00(연중)

휴관일
- 매월 첫째, 셋째 월요일
- 일요일을 제외한 관공서의 공휴일(단, 일요일과 중복될 경우 휴관함)